# 家庭暴力條例
香港《家庭暴力條例》是香港政府於1986年制定的民事法例，主要就家庭暴力（當中包括性暴力和精神暴力）受害人的民事補救事宜訂定條文，使家庭暴力受害人——婚姻其中一方或同居男女的其中一方，可向法院申請強制令，以免受另一方的「騷擾」。
至於，涉及刑事成分的家庭暴力個案主要以《刑事罪行條例 （页面存档备份，存于）》（第200章）和《侵害人身罪條例 （页面存档备份，存于）》（第212章）處理；《保護兒童及少年條例 （页面存档备份，存于）》（第213章）則為兒童和少年提供保護。在《精神健康條例 （页面存档备份，存于）》（第136章）下設立的監護委員會，如有理由相信精神上無行為能力的人士正處於危險之中， 或正在或相當可能會被虐待或受人利用， 即可按條例賦予的權力發出緊急[監護令]。必須留意的是，在香港，有關罪行的嚴重程度是根據施暴者及受害者年齡決定的，施暴者越年輕，罪責越重，受害者越年輕，罪責反而越輕，反之亦然。針對長者的暴力行為，通常會被判以最高刑罰。
《家暴條例》的出現是因為當時虐待配偶個案數字上升，大部分屬虐妻個案，情况令社會關注。刑事法律，可以處理任何暴力行為。但《家暴條例》的民事框架，是為「某類特定關係人士的特殊情及需要，向他們提供額外的民事補救」，向因身處某些特定關係而特別容易成為家庭暴力受害者的人士(即已婚人士，以及長期維持類似配偶關係的同居者)提供額外保護。同時，為未有打算提出離婚的人，提供快捷和簡便的措施，讓雙方在分居的時間冷靜下來處理問題，也讓有親密關係的人，因不願舉報同居者的暴力行為，而提供暫緩的補救方法。

## 《家庭暴力條例》的第一次修訂
《家暴條例》在香港沿用了二十多年也沒有作過任何修改，基於社會變化，原有的家暴條例根本不足以保障家暴受害人，家庭問題也日益嚴重。《家暴條例》自1986年訂立以來，婦女團體一直批評政府的家暴政策傾向重視維護家庭完整多於保障婦女的人身安全，未能及時採取行動，防止悲劇發生。另外法例及政策亦未有對受害人提供適切的保障，前線社工和警察由於缺乏處理家庭暴力的培訓，也無法有效運用相關條例保障受害人，結果令受害人在求助過程中遇到困難重重。在2004年發生了多宗家庭暴力慘案後，政府表示願意檢討《家暴條例》，立法會最終在2008年6月通過修改家暴條例，修訂後的《家暴條例》在2008年8月1日正式執行。
修訂後的《家暴條例》擴闊了條例的涵蓋範圍，由原來只針對配偶和異性同居者之間的騷擾行為，延伸至包括前配偶、前異性同居者，以及直系及延伸家庭關係的成員。經修訂的《家暴條例》也賦權法院可在發出《禁制騷擾令》中，規定施虐者參與「反暴力計劃」，協助他們改變其暴力態度和行為。
《家暴條例》經修訂後，發出強制令的數字獲得明顯升幅。 2008年首7個月，法院根據舊有的《家暴條例》發出的強制令共13宗，但在8月份修訂法例實施後兩個月內，已發出7宗強制令。

## 《家庭暴力條例》的第二次修訂
經歷第一次的條例修訂後，不少增取婦女及同性戀權益的組織對於《家暴條例》仍有不滿之處。由於早在1986年，《家暴條例》已經保障沒有婚姻基礎的異性同居男女，同性伴侶卻沒有獲得有關條例的保障，引起了性傾向歧視的嫌疑。
另外，勞工及福利局局長張建宗在 2008年5月27日之《2007年家庭暴力(修訂)條例草案》委員會會議上承諾，在當個立法年度的9-10月間在立法會上提出草案，修訂家暴保障伸延至「同性同居者」，並得到張超雄、劉慧卿、梁國雄、吳靄儀、劉健儀、楊森及余若薇等立法會議員同意，以換來《2008年家庭暴力(修訂)條例》得以趕及在2008年8月1日生效。
由於把「同性同居者」列入家暴保障範圍之內，猶如將同性同居者界定為家庭看待，所以引來了基督教團激烈的抗議。
立法會2009年12月16日三讀通過《2009家庭暴力（修訂）條例草案》，2010年1月1日生效，將同性同居者及前同性同居者納入《家庭暴力條例》的保障範圍，讓同居關係一方，不論同性或異性，可向法院申請強制令，免受另一方的騷擾。條例同時更名為《家庭及同居關係暴力條例》。

### 引起的爭論
《家暴條例》在進行第二次修訂時引起了一些爭論，事緣是條例中有不少受爭議的地方，爭議如下：
家庭的定義
- 民主黨的觀點：「民主黨認為必須把《家庭暴力條例》內家庭暴力的定義擴闊，把現時條例的婚姻居所(Matrimonial Home)改為家庭居所(Domestic Home)，適用的範圍亦應由配偶及子女伸延至前配偶、前同居者、翁姑、媳婦、叔嫂等共同居住在同一居所內的人，讓更多家庭成員免受暴力對待。民主黨處理這問題重點在這是「家居問題」(Domestic Home)，凡住在同一居所內，不論其婚姻狀況及性取向的人士，都應免受於暴力對待。」[10]
- 中國基督教播道會恩福堂(以蘇穎智為代表)觀點：「同性同居」並不能被視為「家庭」，一個家庭的價值是建基於異性婚姻之上。[11]
- 香港女同盟會、香港十分一會、午夜藍及還我本色的批評：「……他們(教會)倡議的家庭定義非常狹窄，只是反映某一宗教的家庭婚姻觀，作為俗世社會的香港，應否罔顧社會實況（亦即各種家庭形式早已存在），而為某一個宗教信仰服務，把別人的人身安全以至性命置之不顧？」[12]

對「同性同居」所採取的態度
- 蘇穎智觀點：「同性同居」是不應受到鼓勵的行為，不應對此推行相關的保護政策。
- 李銳華的看法：「如今我們思想啓蒙了，理應平等的對待同性戀的伴侶。即使我們把他們組成的生活單位，也稱作家庭，是否就會危害到大部分是一男一女組成的家庭？我們是不是對「家庭」，哪麼的缺乏信心？如果我們真的是哪麼的害怕「家庭」這一個價值會倒下去，我們豈不應該立法禁止離婚？亦應該立法禁止同居（異性戀的和同性戀的都不准）？也要懲罰終身獨身的人士？如果同意的話，我們會不會是在走回頭路，走向政教合一，回到以前國家機器事事要過問家庭和私人事務的日子？」[13]

應把「家庭暴力條例」改為「居所條例」
- 蘇穎智觀點：以居所條例取代家庭暴力條例可保護同性同居者免受於暴力對待，同時避免家庭定義的混淆。不應騎劫「家庭暴力條例」來把同性同居視為家庭。
- 香港女同盟會、香港十分一會、午夜藍及還我本色的觀點：把「家庭暴力條例」改為「居所條例」根本毫無意義，多此一舉。所謂的爭議其實純粹因為（故意）錯誤解釋法例所引致，是一個不理性的情緒反應。而且把「同性同居伴侶」猶如「異性同居伴侶」般加進法例，並不會對婚姻制度和定義構成任何影響。

## 外部連結
- 香港法律資訊中心網站：家庭暴力條例 （页面存档备份，存于）
- 李銳華。對《家庭暴力條例》爭議的幾個思考。【原載自 2009 年 1 月 8 日《李銳華。啓文。雜思》】 (Creative Commons Attribution 3.0 US License ) （页面存档备份，存于）
- 立法會CB(2)559/08-09(03)號文件(修訂本) （页面存档备份，存于）
- 立法會CB(2)341/08-09(04)號文件 （页面存档备份，存于）
- 有關民主黨對家庭暴力條例立場的新聞稿 （页面存档备份，存于）
- 爭取「同性同居伴侶」納入《家庭暴力條例》的保障 （页面存档备份，存于）
- 家暴條例修訂後成效顯著 （页面存档备份，存于）
- 專業會議反對家暴條例修訂 2009年1月9日 （页面存档备份，存于）
- 家暴條例明日生效 加強保護受害人[]
- 家暴條例修訂風波 單元二：今日香港 （页面存档备份，存于）

## 参見
- 家庭暴力
- 各地家庭暴力防治法
- 香港社會福利署
- 香港警务处刑事支援科家庭衝突及性暴力政策組